# Shaun Gallagher

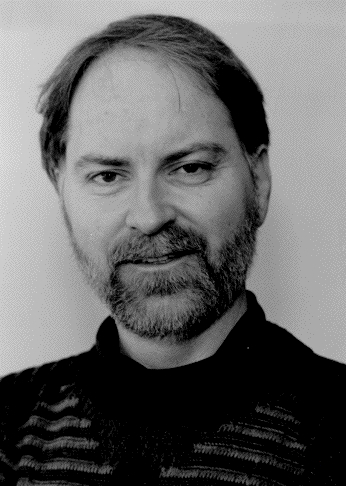
Shaun Gallagher (2008)

Shaun Gallagher (* 1948) ist ein US-amerikanischer Philosoph.

## Leben
Gallagher studierte Philosophie am St. Columban’s College in Wisconsin, wo er 1971 den Bachelor of Arts erlangte und an der Villanova University, wo er 1976 mit dem Master of Arts abschloss. 1980 wurde er am Bryn Mawr College bei George L. Kline und José Ferrater Mora zum Ph.D. promoviert. Daneben hat er auch einen Masterabschluss in Wirtschaftswissenschaften von der State University of New York (1987).
Gallagher lehrte zunächst 1980/1981 als Assistant Professor am Gwynedd-Mercy College in Pennsylvania, bevor er in gleicher Position an das Canisius College in Buffalo wechselte. Dort war er ab 1986 Associate Professor und von 1993 bis 2003 Professor für Philosophie. Ab 1996 leitete er zudem das dortige Programm für Kognitionswissenschaft. Von 2003 bis 2012 war er Professor für Philosophie und Kognitionswissenschaften an der University of Central Florida.
Gallagher ist seit 2011 Professor an der University of Memphis. Er ist Vertreter des Enaktivismus. Der Begriff 4E (embodied, embedded, extended, and enacted) in der Kognitionswissenschaft wurde von ihm geprägt.

## Auszeichnungen
- 2012: Anneliese-Maier-Forschungspreis

## Schriften (Auswahl)
- The Self and its Disorders. Oxford: Oxford University Press, 2024.
- Bewusstsein und Welt : Phänomenologie und Kognitionswissenschaften / Shaun Gallagher, Dan Zahavi. Freiburg i.Br.: Verlag Karl Alber 2023. ISBN 978-3-495-49224-6. (Original: The Phenomenological Mind)
- Oxford Handbook of 4E-Cognition (Hrsg. mit A. Newen, L. DeBruin). Oxford: Oxford University Press, 2018.
- How the Body Shapes the Mind, Oxford University Press, 2005.
- Gallagher S.: Philosophical conceptions of the self: implications for cognitive science. Trends Cogn Sci 2000;4:14–21.
- Kognitionswissenschaften - Leiblichkeit und Embodiment. In: Alloa, T. Bedorf, C. Grüny and T. Klass: Leiblichkeit. Begriff, Geschichte und Aktualität eines Konzepts. (320-333).Tübingen: Mohr Siebeck/UTB, 2012.
- Laurenzi M, Raffone A, Gallagher S and Chiarella SG (2025): A multidimensional approach to the self in non-human animals through the Pattern Theory of Self. Front. Psychol. 16:1561420. doi:10.3389/fpsyg.2025.1561420.
- Viale, Riccardo, Shaun Gallagher, and Vittorio Gallese: Embodied bounded rationality. Frontiers in Psychology 14 (2023): 1235087.